# Mona (Bo Diddley)
Mona, conosciuta anche come Mona (I Need You Baby), è una canzone scritta da Bo Diddley e pubblicata per la prima volta come lato B del singolo Hey! Bo Diddley nel 1957.
È stata oggetto di numerose cover tra cui: 
- The Rolling Stones nell'album di debutto
- Quicksilver Messenger Service nell'album epocale Happy Trails
- The Iguanas, la prima band di Iggy Pop, che pubblicò il brano come singolo[1]